# 1 LIVE
1LIVE es una emisora juvenil de la Westdeutscher Rundfunk, cuyo rango de edad de oyentes oscila entre los 14 y los 39 años. La edad promedio de estos oyentes es de 34 años.

## Historia

### Inicios
1LIVE es creada en 1995 para reemplazar a la antigua WDR 1, debido a que su audiencia ya estaba madurando para ese entonces. En ese momento se decidió hacer una emisora de corte claramente juvenil, comenzando con el nombre de Radio Eins Live. Esto estaba motivado, entre otras cosas, a los fuertes cambios políticos causados a raíz de la reunificación alemana, a que los jóvenes ya preferían escuchar a las nuevas radios comerciales y a que muchos de los programas de la WDR no tenían mucho impacto ni fueron considerados de calidad por los mismos oyentes, lo que causó una fuerte reestructuración. En el proceso, muchos de los espacios que tenía la WDR 1 fueron trasladados a otras emisoras de la misma cadena, en especial hacia la WDR 2 y WDR 4.Uno de los primeros moderadores fue Ingo Schmoll, quién todavía participa en esta emisora a través de su programa Plan B. El primer programa que emitió fue Here we go again, que fue moderado por Stakka Bo.

### Relanzamiento y actualidad

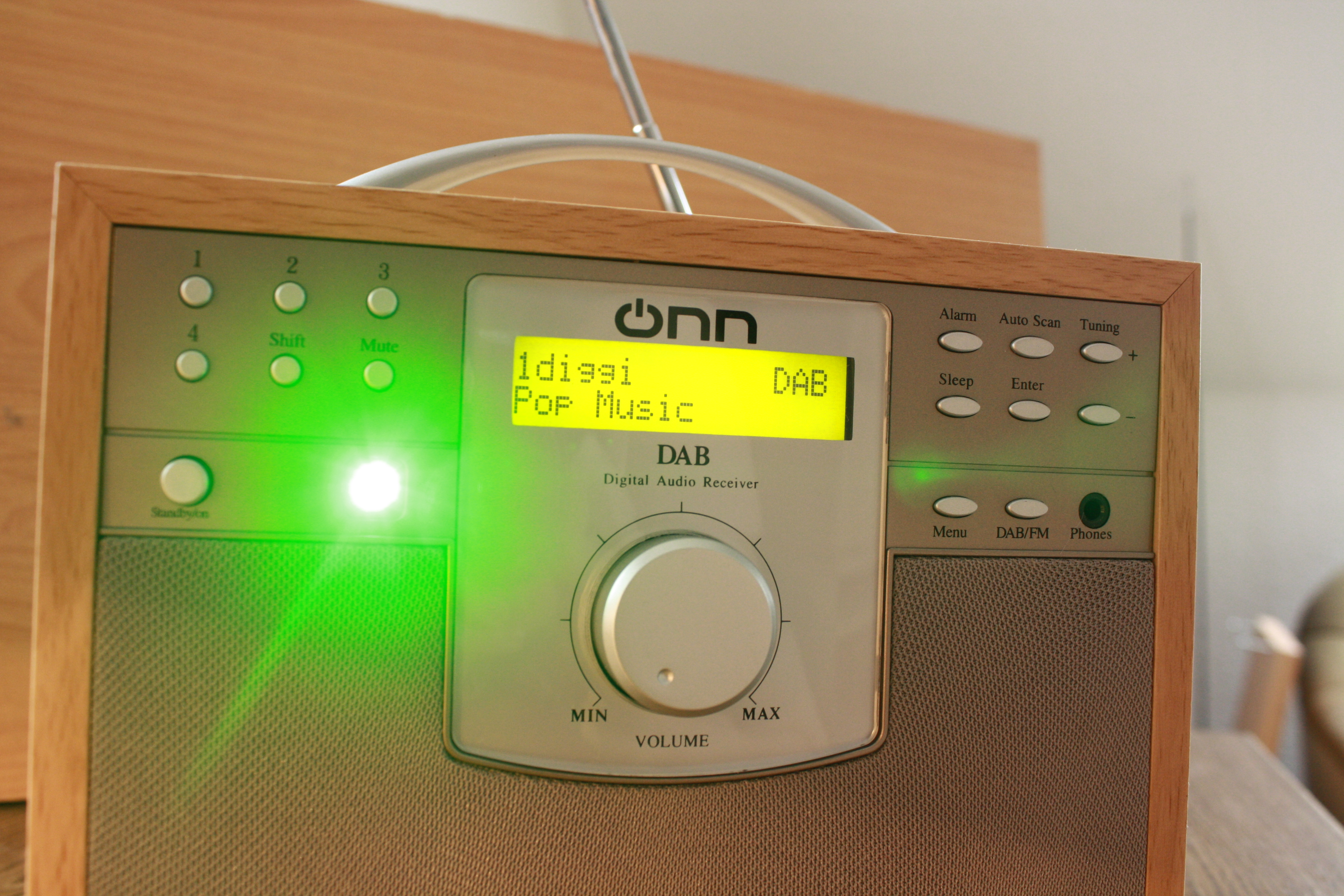
1LIVE DIGGI en DAB

Después de tener dificultades y bajas audiencias en sus inicios y como parte de la reestructuración que hizo la WDR, hacia el 1 de septiembre de 2000, la emisora es relanzada como Eins Live y su sede se reubica en el MediaPark de Colonia, muy cerca de la sede de televisión de la WDR. Con una importante modificación de horarios y de programas, la división tradicional que llevaba hasta entonces (herencia de la WDR1), se cambiaría por la transmisión por franjas horarias, días y moderadores. Todos los shows que se emitían después de las 20:00 se reagruparon en PLAN B, excepto los viernes, sábados y domingos, que conservarían sus espacios originales. En el camino se vincularían Michel Dietz y Christian Terhoeven. 
Hacia 2007 se remodela y se convierte en 1LIVE, su nombre actual, con un importante cambio de logo y programación de los boletines informativos: el programa de la tarde se llamaría 1LIVE Sektor. Hacia junio de 2009 se sometería fuertemente a nuevos cambios, con la llegada de nuevos moderadores.
1LIVE es la emisora más escuchada por el público juvenil en el área de la WDR: Más de 3,3 millones de personas la escuchan, al menos una vez al día y sus especies más escuchados son los programas de la mañana (moderado por Olli Briesch y Michael Imhof) y de la tarde (Moderado por Vanessa Nolte, Max von Malotki y Simon Beeck).

### Eventos
Esta emisora organiza con cierta frecuencia festivales y conciertos en su área de cobertura, presentando a bandas como Kings of Leon, Placebo (cuyo concierto fue retransmitido por 15 cadenas de radio y televisión alrededor del mundo) y Green Day y artistas de la talla de Robbie Williams, entre otros. Especiales menciones tienen los premios 1LIVE Krone para los artistas alemanes y Das Erste Mal para nuevos artistas.

## Moderadores Famosos
Entre los presentadores durante sus primeros años estuvieron Jörg Thadeusz, Noah Sow, Piet Blank, Jürgen Mayer, Ulli Luckhaus, Stephan Karkowsky, Stephan Laack, Robert Treutel, Kena Amoa, Stefan Quoos, Arnd Zeigler, Stefan Raab, Jan Malte Andresen, Steffi Neu, Kerstin Janse, Felix Parbs, Marcus Lorenz, Thomas Hackenberg y Thomas Bug. Merece especial mención Martin Günther, quien fuera uno de los primeros presentadores de noticias en esta emisora.
Entre los actuales moderadores encontramos a Jürgen Domian, Olli Briesch, Max von Malotki, Michael Imhof, Sabine Heinrich, Thorsten Schorn, Anja Backhaus, Michael Dietz, Christian Terhoeven, Ingo Schmoll, Christiane Falk, Bianca Hauda, Mike Litt, Klaus Fiehe y Jerry Gösttner. En la página web se encuentra la lista de los moderadores que actualmente trabajan con la emisora.

## Frecuencias
- Aquisgrán 106,4 MHz
- Arnsberg 96,0 MHz
- Bad Oeynhausen 107,7 MHz
- Bergisches Land 106,7/104,7 MHz
- Bonn 102,4 MHz
- Colonia 102,4 MHz
- Eifel 105,5 MHz
- Hallenberg 105,7 MHz
- Höxter 107,3 MHz
- Ibbenbüren 102,5 MHz
- Kleve 103,7 MHz
- Monschau 99,7 MHz
- Lübbecke 93,6 MHz
- Región de Münster 107,9 MHz
- Olpe 104,7
- Westfalia 105,5 MHz
- Región del Rin-Ruhr 106,7 MHz
- Sauerland 107,0 MHz
- Schmallenberg 100,1 MHz
- Siegerland 107,2 MHz
- Siegen 107,5 MHz
- Warburg 82,2 MHz

## Espacios y canales digitales

### 1LIVE Diggi

Logo de WDR 1LIVEdiggi

Desde 2004, la emisora inauguró una radiofórmula digital, 1LIVE Diggi, con programación eminentemente musical y boletines informativos cada hora. Solamente se recibe su señal por DAB, DVB-S, DVB-C e internet. 

### 1LIVE Kunst
Entre 2006 y 2009, 1LIVE Kunst fue una radiofórmula juvenil-cultural, pues se nutría de aportes de al misma emisora, WDR 2, WDR 4 y WDR 5. 

### 1LIVE Fernseher
En la página de 1LIVE, se encuentra su mediateca de videos, en la cual se emiten los videos producidos por la misma emisora, el canal regional televisivo y varios de los programas producidos por la ARD, en especial el show de Harald Schmidt.